# 根纳季·戈尔布诺夫
根纳季·亚历山德罗维奇·戈尔布诺夫（俄語：Геннадий Александрович Горбунов，1946年1月1日—2021年10月17日），苏联及俄罗斯政治人物。曾任苏共阿斯特拉罕州委第一书记、俄罗斯联邦委员会议员等职。

## 生平
1946年生于阿斯特拉罕州纳里曼诺夫区拉斯维特。1980年毕业于阿斯特拉罕渔业和经济技术学院。1990年至1991年，担任苏共阿斯特拉罕州委第一书记。1994年至1999年，担任阿斯特拉罕州税务局局长。2001年至2016年，担任俄罗斯联邦委员会议员，曾任联邦委员会农业粮食政策和自然资源利用委员会主席。
2016年12月，阿斯特拉罕州列宁斯基地方法院对戈尔布诺夫作出有罪判决，以商业贿赂罪处以500万卢布罚款。2021年10月17日逝世。